# Takahiro Ogihara
Takahiro Ogihara (Sakai, Prefectura d'Osaka, Japó, 5 d'octubre de 1991) és un futbolista japonès. Va disputar 13 partits amb les categories inferiors de la selecció del Japó i ha debutat amb l'absoluta.